# Ilse van der Zanden
Ilse van der Zanden (Deurne, 25 luglio 1995) è una calciatrice olandese, difensore della Fiorentina e della nazionale olandese.

## Carriera

### Club
Nata a Deurne e cresciuta calcisticamente nel Telstar, nell'estate del 2017 van der Zanden è passata al DTS Ede, per poi unirsi all'Utrecht, in Eredivisie, a partire dal 1° luglio 2023. Quindi, si è imposta come titolare della formazione, disputando in tutto 45 incontri lungo le sue due stagioni con il club.
Il 3 luglio 2025, è passata a titolo definitivo alla Fiorentina, in Serie A, con cui ha firmato un contratto biennale, con opzione per un'altra stagione.

### Nazionale
Van der Zanden ha rappresentato tutte le nazionali giovanili dei Paesi Bassi.
Dopo aver esordito con la nazionale maggiore nel 2024, nel giugno del 2025 è stata inclusa dal CT Andries Jonker nella rosa olandese partecipante agli Europei dello stesso anno, organizzati in Svizzera.

## Statistiche

### Cronologia delle presenze e delle reti in nazionale
| Cronologia completa delle presenze e delle reti in nazionale ― Paesi Bassi | Cronologia completa delle presenze e delle reti in nazionale ― Paesi Bassi | Cronologia completa delle presenze e delle reti in nazionale ― Paesi Bassi | Cronologia completa delle presenze e delle reti in nazionale ― Paesi Bassi | Cronologia completa delle presenze e delle reti in nazionale ― Paesi Bassi | Cronologia completa delle presenze e delle reti in nazionale ― Paesi Bassi | Cronologia completa delle presenze e delle reti in nazionale ― Paesi Bassi | Cronologia completa delle presenze e delle reti in nazionale ― Paesi Bassi |
| Data                                                                       | Città                                                                      | In casa                                                                    | Risultato                                                                  | Ospiti                                                                     | Competizione                                                               | Reti                                                                       | Note                                                                       |
| -------------------------------------------------------------------------- | -------------------------------------------------------------------------- | -------------------------------------------------------------------------- | -------------------------------------------------------------------------- | -------------------------------------------------------------------------- | -------------------------------------------------------------------------- | -------------------------------------------------------------------------- | -------------------------------------------------------------------------- |
| 25-10-2024                                                                 | Doetinchem                                                                 | Paesi Bassi                                                                | 15 – 0                                                                     | Indonesia                                                                  | Amichevole                                                                 | -                                                                          | 61’                                                                        |
| 29-10-2024                                                                 | Esbjerg                                                                    | Danimarca                                                                  | 1 – 2                                                                      | Paesi Bassi                                                                | Amichevole                                                                 | -                                                                          | 62’                                                                        |
| 29-11-2024                                                                 | Rotterdam                                                                  | Paesi Bassi                                                                | 4 – 1                                                                      | Cina                                                                       | Amichevole                                                                 | -                                                                          |                                                                            |
| 8-4-2025                                                                   | Altach                                                                     | Austria                                                                    | 1 – 3                                                                      | Paesi Bassi                                                                | UEFA Women's Nations League                                                | -                                                                          |                                                                            |
| Totale                                                                     |                                                                            | Presenze                                                                   | 4                                                                          |                                                                            | Reti                                                                       | 0                                                                          |                                                                            |